# Le Cœur du sujet
Le Cœur du sujet est un téléfilm français réalisé par Thierry Binisti et diffusé pour la première fois le 17 octobre 2009.

## Synopsis
Deux gendarmes sont touchés par les balles d'un forcené. Alors que l'un décède, son cœur est greffé à l'autre.

## Fiche technique
- Réalisateur : Thierry Binisti
- Scénariste : Barbara Grinberg
- Producteurs : Jean-Luc Michaux; Anne Claeys et Elyane Legrand (exécutifs)
- Musique : Philippe Mendelsohn
- Directeur de la photographie : Dominique Bouilleret
- Son : Daniel Banaszak
- Montage : Laurence Hennion
- Pays : France
- Genre : Drame
- Durée : 95 minutes

Le téléfilm a été tourné à Lille.

## Distribution
- Caroline Proust : Paula
- Boris Terral : Le major Wigner
- Benjamin Baroche : Le capitaine Clair
- Féodor Atkine : Le colonel
- Samira Lachhab : Kira Boufakir
- Frédérique Tirmont : La colonelle
- Maxence D'Almeida : Vincent
- Mathilde Braure : Marie-Ange
- Fantin Ravat : Rémy
- Adèle Choubard : Juliette